# エゴン・フリーデル
エゴン・フリーデル（エーゴン・フリーデル、Egon Friedell、1878年1月21日 - 1938年3月16日）は、オーストリアの批評家・哲学者で俳優。作家、随筆家、歴史家、ジャーナリスト、劇作家、劇評家、また編集者・朗読家・カバレット（文学キャバレー）経営者でもあった。ウィーン生まれ。両親はオーストリア＝ハンガリー帝国東部よりウィーンに移住していた。本名はフリードマン。ユダヤ系の裕福な家庭に生まれたがプロテスタントに改宗、「世紀末ウィーン」を代表する教養人で好事家、「カフェ文士」のひとり。晩年に大作『近代文化史』を執筆した。1938年のドイツによるオーストリア併合（アンシュルス）に抗して自殺した。

## 生涯

### 生い立ち、学生時代

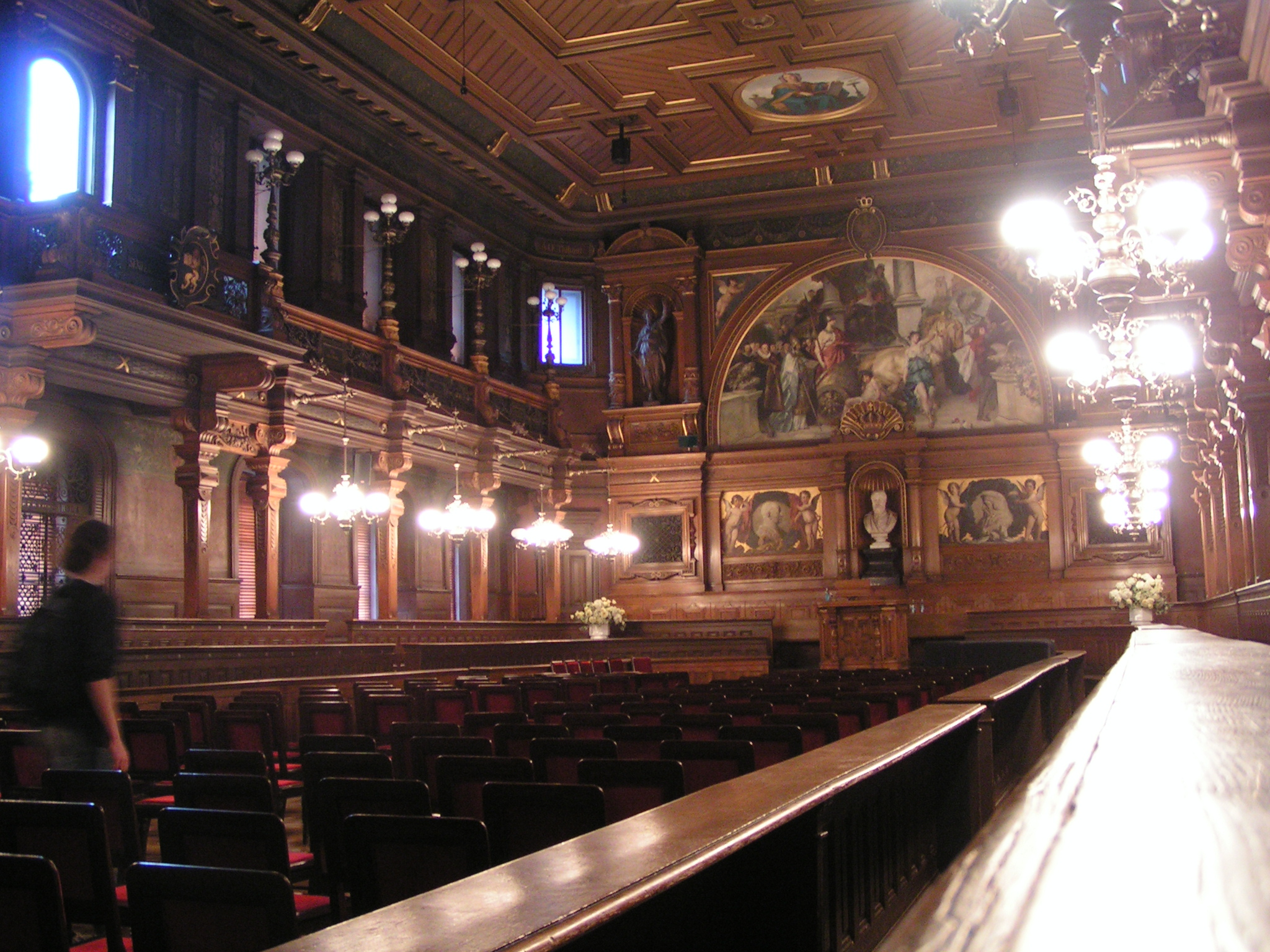
ハイデルベルク大学大聖堂ホール

1878年、エゴン・フリーデルは、ユダヤ人の製糸業者モリッツ・フリートマンと妻キャロライン（旧姓アイゼンベルガー）の3番目の子としてウィーンに生まれた。1887年、9歳のとき両親が離婚、その後は父親と同居し、1891年に父モリッツが死ぬとフランクフルト・アム・マインで叔母と暮らした。しかし、2年後には彼の手に負えない振る舞いのためにそこから追放されてしまう。その間フリーデルは学校に通ったが、周囲からはトラブル・メーカーとして、また自由奔放な考えの持ち主とみなされていた。
1897年、フリーデルはドイツ文学、自然科学および哲学を学ぶためにベルリン大学に招待生として入学しているが、このときユダヤ教を放棄してルター派の信仰に改宗している。1899年、4回の試験ののちアビトゥール Abitur（卒業試験）を通過してハイデルベルク大学を卒業した。それまで彼はオーストリア・ドイツのいくつかの大学に通った。ハイデルベルク大学ではヘーゲルの歴史哲学の後継者であったクーノ・フィッシャーのもとで学んだ。20代で父の遺産を相続するが、以後、定職にはつかず、以後、ディレッタント（好事家）として活動した。
1900年から1904年まで、かれは再びハイデルベルク大学やウィーン大学でドイツ文学と哲学を学んでおり、1904年には博士号を受理している。

### カフェ文士、演劇デビュー

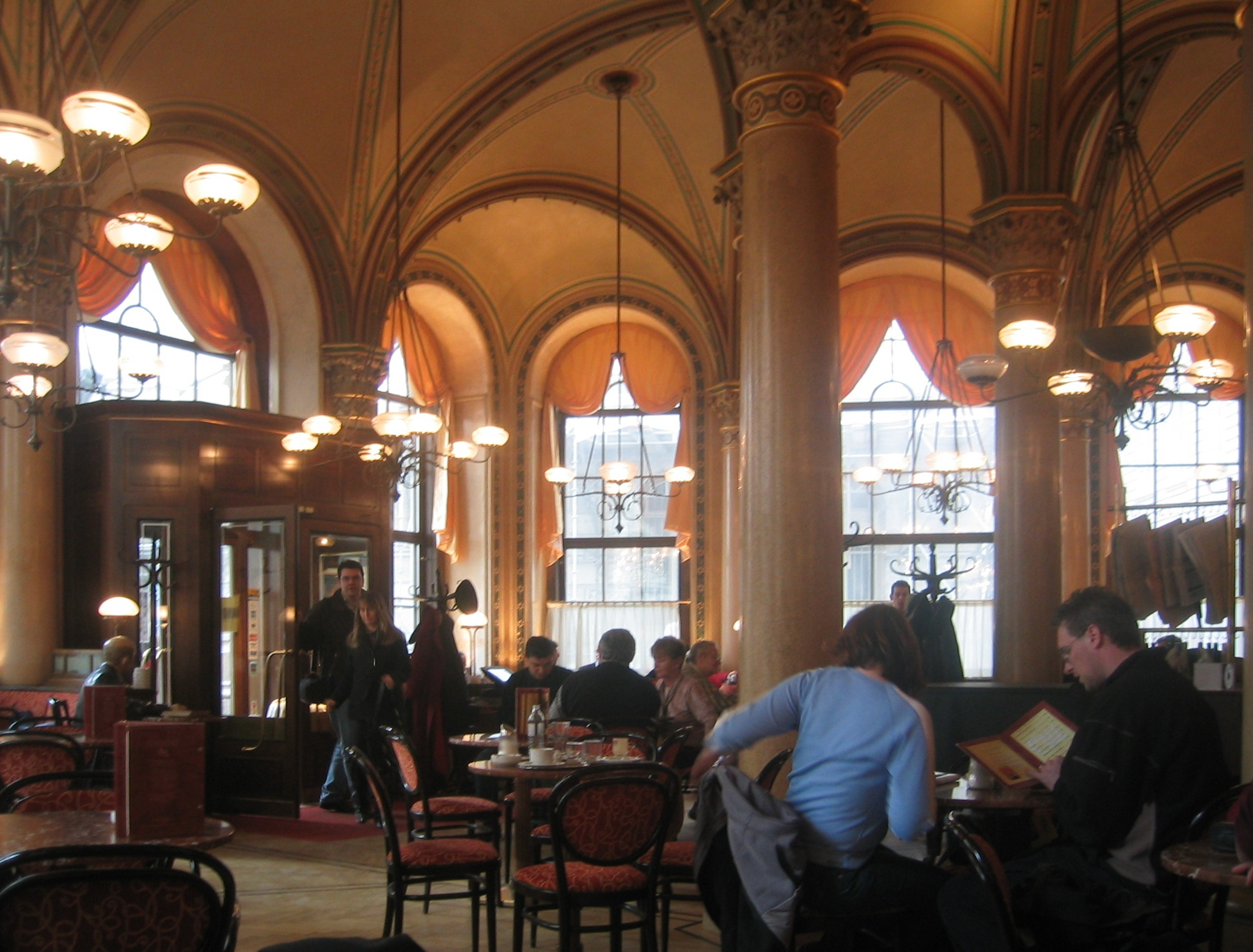
ウィーンの「カフェ・ツェントラール」の内部 （2004年撮影）

この間、1899年に遺産を手にし、財政的に独立してウィーンに住むことが可能となったフリーデルは、市内の「カフェ・ツェントラール」によく出入りした。カフェハウスを通じてフーゴ・フォン・ホーフマンスタール（1874年 - 1929年）、カール・クラウス（1874年 - 1936年）、ペーター・アルテンベルク （1859年 - 1919年）など当時を代表する文化人と知り合っている。彼は、ジクムント・フロイトの著作については、これを批判し続けた。
1905年、フリーデルはクラウスの雑誌『ファッケル（炬火）』に「偏見」という題でひとつの意見を寄せている。それは次のようなものである。
これ以外にも『ファッケル』には風刺的な文体で数多くのエッセイを書いている。
20代のフリーデルはまた、ゲーテの書記官であったエッカーマンにちなんで「アルテンベルクのエッカーマン」と自称していた。ペーター・アルテンベルクが風変りないでたちでウィーンを歩き回って市中の様々な印象を観察し、ありあわせの紙に書きつけたメモをカフェハウスで彼のポケットから取り出しては保管し、また、彼の口から洩れることばを書き留めることを日課としており、こうした中から、アルテンベルクの珠玉の短編集が生まれている。19歳年上のアルテンベルクと連れだってはウィーン市内を徘徊し、打ち止めはブルク劇場裏の居酒屋「レーベンブロイ亭」が多かったという。
1905年から1910年まで、フリーデルはヨハン・シュトラウス2世のオペレッタにちなんで命名されたカバレット（文学キャバレー）「こうもり」の芸術的管理者として働いた。共同管理者はアルフレート・ポルガー（1873年 - 1955年）であった。この間、フリーデルはエッセイと一幕物の戯曲を公表し続けた。戯曲における彼の最初の作品は『パラフィン王』である。また、ボルガーとの共同作品で自ら舞台に立ったスケッチ・コメディー『ゲーテ』は、彼をドイツ語圏で一躍有名にした。

### アルテンベルクの伝記、第一次大戦
1910年、サミュエル・フィッシャーからアルテンベルクの伝記の執筆を委任された。フィッシャーは肩のこらない軽い読み物を期待したが、それに反しフリーデルは「Ecce poeta」と題した堂々たる分析と文化評論を叙述し、フィッシャーはそれに失望したという。商業的には、この本は失敗だったが、フリーデルの文化史への関心を促す役目を果たした。
1912年、フリーデルはベルリンのカバレットで働き、1913年には演出家マックス・ラインハルトのもとで特異な俳優として、また、ウィーンでは兄オスカー・フリードマンとともにインタイムス劇場の共同経営者として活躍した。この間もフリーデルは文筆活動をつづけ、ドイツ語圏のおもな文人たちとの友情もつづいている。1914年、アルコール使用障害による苦痛と肥満によってミュンヘン郊外のサナトリウム（療養所）で処理を受けるよう強制された。また彼は、同時代の多くの人々同様、第一次世界大戦の勃発に対しては熱狂し、自らも兵役を志願したが、身体的な理由で拒絶されている。

### 俳優として、文筆家として

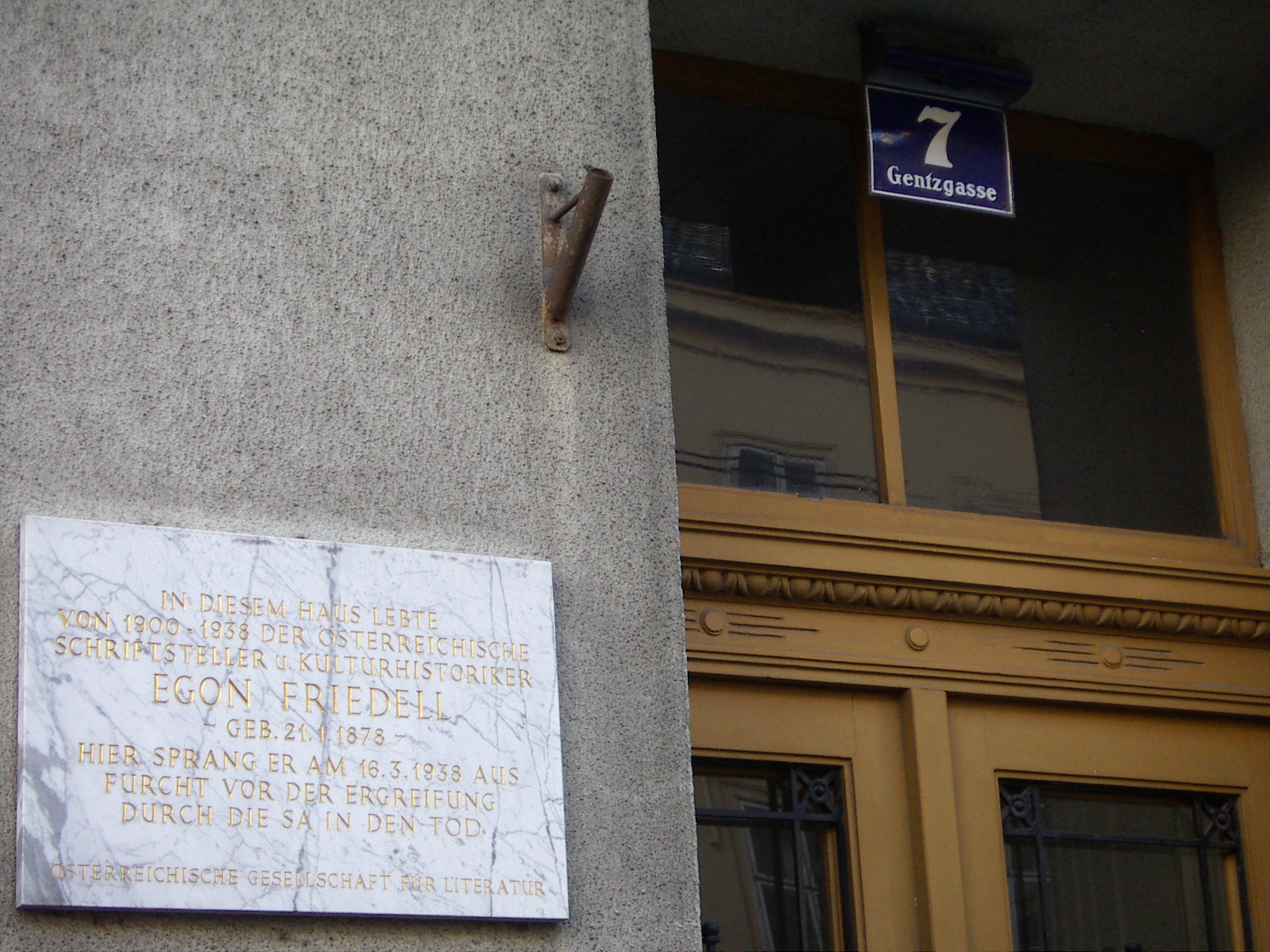
1900年から1938年までフリーデルが暮らしたウィーンの家（2008年撮影）

1916年には、彼は公式にフリーデル〈Friedell 〉に名前を変えた。同年、かれは『ユダの悲劇』を公表している。1924年、タブロイド紙『シュトゥンデ』の批評家として活動中、風刺の意見を述べたために「反逆者」として解雇された。
1919年から1924年にかけて、フリーデルは『ノイエス・ウィンナ』誌など様々な出版社の編集者・ジャーナリストとして、また、劇評家として活動した。さらに、ウィーンで演劇指導や劇場管理にあたったほか、ベルリンではドイツ劇場、ウィーンではブルク劇場の管理者となったラインハルトの俳優として活躍した。
フリーデルの劇評や文学評論は『シャウビューネ』『ファッケル』『ノイエン・ウィンナ』誌など雑誌や新聞のなかで公表され続けた。1927年以降、健康問題により舞台に立てなくなるが、そののちもウィーンでフリーのエッセイスト、編集者および翻訳家としても活動した。フリーデルが翻訳した著作には、ラルフ・ワルド・エマーソン、フリードリヒ・ヘッベル、ゲオルク・クリストフ・リヒテンベルク、トーマス・カーライル、ハンス・クリスチャン・アンデルセン、ヨハン・ネストロイ、およびトーマス・マコーリーの作品があった。
フリーデルはまた、サイエンスフィクションのような小説も書いている。種村季弘は自身のエッセイ「Haresuはまた来る」のなかで、フリーデルがある評論の中でノルウェーの作家クヌート・ハムスンの名前を挙げたところ、たまたま "Hamsun" が "Haresu" と誤植され、日本人のような名前になったために、面白がったフリーデルが、架空の日本人劇作家レンノスケ・ハレス（Rennosuke Haresu）の作品紹介をでっちあげたというエピソードを紹介している。

### 文化史家フリーデル
かつてはアルテンベルクと二人組を組んでの市中の徘徊によって、ウィーンの人々からはダンディーな洒落者として知られていたフリーデルであったが、彼は同時に大の読書家でもあり、博学な文化史家としても多大な足跡を残している。
1920年代初頭、フリーデルは、14世紀以後の西洋の精神史をあざやかに分析した大作『近代文化史』（3巻、刊行1927年 - 1932年）を著している。そのなかでフリーデルはこう述べている。
『近代文化史』は、1925年に出版者ヘルマン・ウルスタインが第1巻を受け取ったが、俳優年代記の編集方法に疑念をさしいれている。また、他の出版者5人も続いて出版を拒絶した。最終的には1927年にミュンヘンで
C. H. ベック出版より出版された。こうした経緯があったものの、『近代文化史』は今日では洞察に富む名著として知られている。
そこでは、ルネサンスの時代から第一次世界大戦までの文化史をキリスト教的視野でとらえ、英雄的な文人・芸術家・思想家がしばしば讃えられている。例えば、フリーデルは哲学者フリードリヒ・ニーチェについて、「ニーチェこそ西欧の、最後の大きな信仰の声なのだ。ニーチェを最後の教父と呼んでよかろう」と述べ、フランツ・シューベルトについては、グリム兄弟がメルヒェン（ドイツ童話）を創造したのと同じ意味で、民謡を高度なものに引き上げ、他の最高の芸術形式と肩をならべうるものにしたと、その偉業を讃えている。
彼を知る人は、当時、この本に驚愕した。幅広い視野と浩瀚な内容、数々の挿話、各章の魅力的な見出しなど、数年前に刊行されたオズヴァルト・シュペングラー『西洋の没落』（1922年）やそれに先立つヘルマン・カイザーリンクの『ある哲学者の旅日記』（1919年）と同様、1930年代初頭の読書界話題をさらったのである。フリーデルの判断を退けた学者がいたとしても、その視野の広さは誰とても否定しえなかった。

### ナチスとその検閲
1933年、ナチスがドイツで政権を握った際、フリーデルはこの政権を矢継ぎ早に評している。
1937年、フリーデルの著作はナチスが推進する歴史理論に一致しないとみなされ、ドイツでは国家社会主義体制によって全面的に禁止された。ドイツやオーストリアの出版者は皆、彼の著作を公表することを拒絶した。フリーデルの『古代文化史』（1巻、未完）は、チューリヒのヘリコン出版社によって公表されたものである。

### 最期

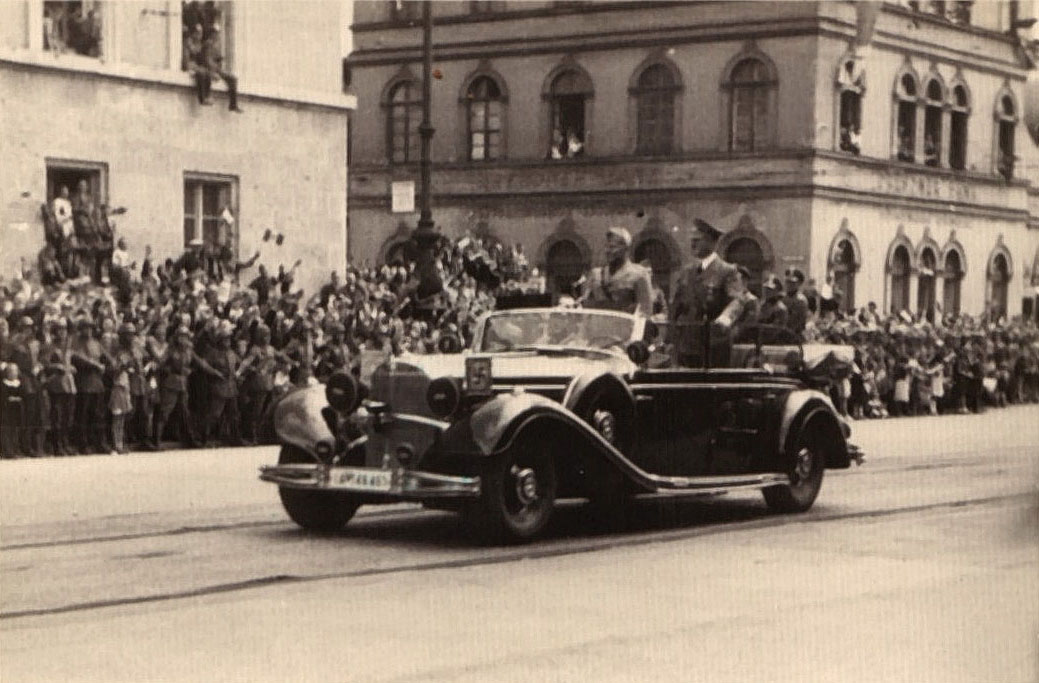
アンシュルスののちウィーン市内をパレードするヒトラーとムッソリーニ（1939年）

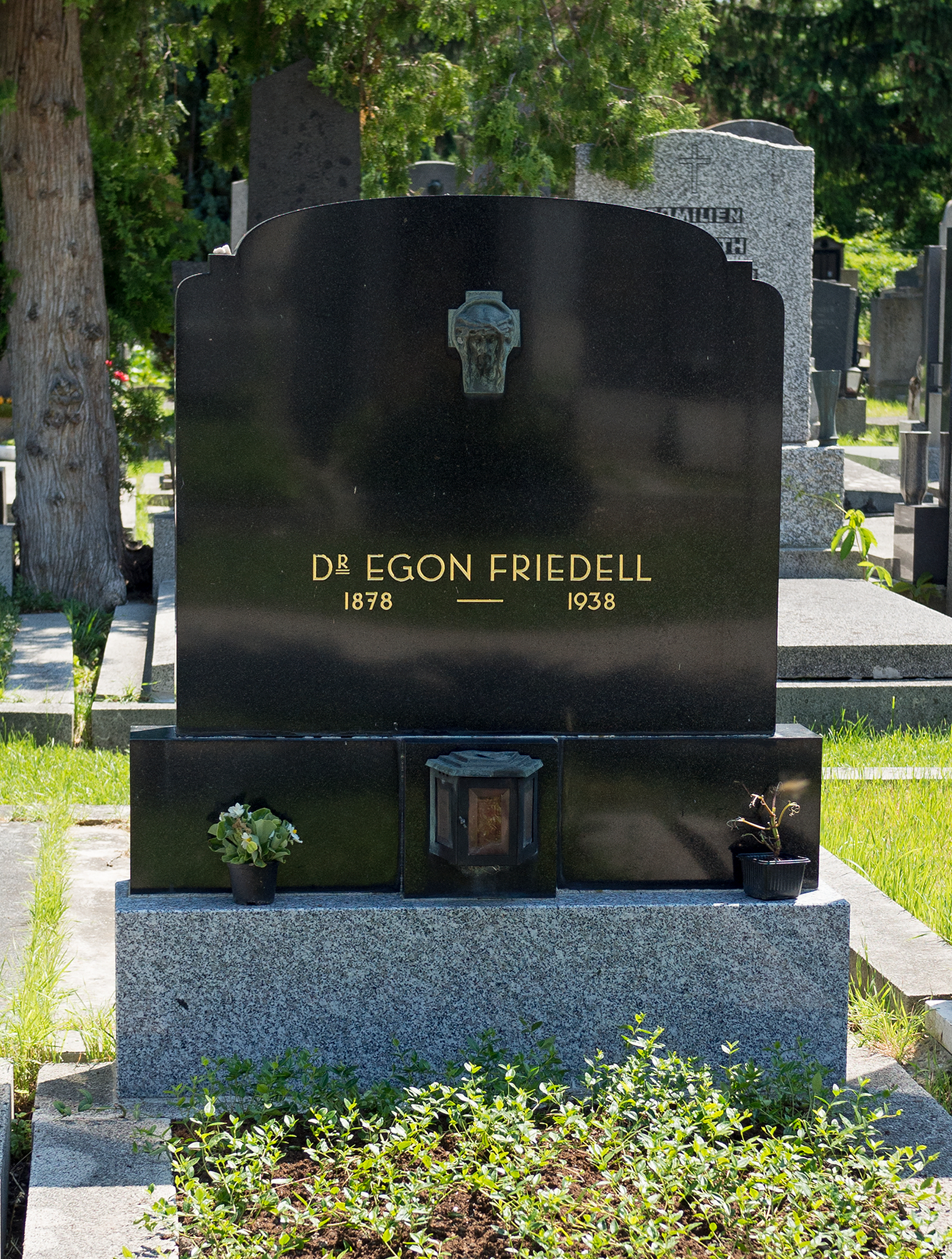
エゴン・フリーデルの墓（ウィーン中央墓地、2018年撮影）

『オーストリア気質』（1926年）のなかで「ドイツとオーストリアを隔てる唯一の壁は共通の言語である」と述べたエゴン・フリーデルは、アンシュルスのあった1938年、亡命を拒んでナチスのウィーン進駐にともない自殺した。
フランツ・テーオドル・チョコルは、非ユダヤ人ではあったが、ナチスの支配するオーストリアからの退去を決意し、友人のフリーデルを訪ね、彼にも国外退去を勧めた。しかし、フリーデルは彼の集めた資料やカードの目録を示しながら、これを全部のこして亡命することはできないと答えた。アンシュルスにあたっては、反ユダヤ主義が猛威をふるった。ユダヤ人は男女を問わず暴行され、かれらの事業所・商店、シナゴーグは破壊された。ゲシュタポによって逮捕されるだろうと感じたフリーデルは自己の生命を終えることを意図した。フリーデルは友人にあてた3月11日付の手紙に「私は感覚のすべてにおいて、ここを離れる準備ができている」と書いている。
1938年3月16日、午後10時、チョコルがフリーデルのもとを訪れた数時間後、2人のSAがフリーデルを逮捕するために彼の家に着いた。突撃隊員たちが彼の家政婦と諍いをおこしている間、フリーデルは「外を見ろ」と言い、窓から飛び降りて自殺した。最後に彼は通行人に向かってこう叫んだという?「気を付けろ。邪魔にならないように」。
フリーデルの遺体はウィーンの中央墓地に埋葬された。

## 著作
- 『近代文化史―ヨーロッパ精神の危機・黒死病から第一次世界大戦まで』
宮下啓三訳、みすず書房 全3巻、1987-88年、オンデマンド版2011年
（原書名：KULTURGESCHICHTE DER NEUZEIT : Die Krisis der europ¨aischen Seele von der schwarzen Pest bis zum Ersten We）
- 『古代文化史』（1936年刊）
- 『ギリシア文化史』（1947年刊）